# Podosturmia dirphiae
Podosturmia dirphiae är en tvåvingeart som beskrevs av Townsend 1928. Podosturmia dirphiae ingår i släktet Podosturmia och familjen parasitflugor. Inga underarter finns listade i Catalogue of Life.